# Табулгинский
Табулгинский — посёлок в Чистоозёрном районе Новосибирской области. Входит в состав Табулгинского сельсовета.

## География
Площадь посёлка — 27 гектаров.

## Население
| 2002 | 2007 | 2010 |
| ---- | ---- | ---- |
| 196  | ↗210 | ↘162 |

## Инфраструктура
В посёлке по данным на 2007 год отсутствует социальная инфраструктура.